# Jijiupian
El Jijiupian es un manual básico de caracteres chinos que fue compilado por el erudito de la dinastía Han, Shi You, alrededor del año 40 a. C. Similar a un abecedarium, contiene una serie de listas de palabras ortográficas, categorizadas según el carácter radical, y explicadas brevemente en líneas rimadas. En las dinastías Qin y Han, estaban en circulación varias cartillas otográficas similares, como Cangjiepian, pero Jijiupian es la única que sobrevivió durante dos milenios.

## Título
Los "Capítulos de [Personaje] de Domínalo rápidamente" de Jíjiùpiān también se denominan "Secciones de [Personaje] de Domínalo rápidamente] de Jíjiùzhāng 急就章 y simplemente Jíjiù 急就.
El título Jíjiùpiān usa la palabra piān 篇, que está atestiguada en los textos de la dinastía Han con el significado de "libro, documento escrito" (como en el capítulo de Hanshu 漢書 sobre Wu Di, "著之於篇，朕親覽焉。"). Varios otros títulos de diccionarios chinos usan pian, por ejemplo, the (c. 500? a. C.) Shizhoupian "Capítulos del historiador Zhou" (c. 220 a. C.) Cangjiepian "Capítulos de Cangjie " (c. 543) Yupian "Capítulos de jade" y (1066) Leipian "Capítulos categorizados".
Jíjiù tiene varias interpretaciones posibles, dependiendo de los significados de jí 急"urgente; apresurado; rápido; rápido; precipitado; angustia" y jiù 就"proceder; avanzar; lograr; lograr; lograr; terminar". Los colaboradores de Science and Civilization in China Joseph Needham, Lu Gwei-djen y Huang Hsing-Tsung dicen: "Uno apenas sabe cómo traducir su título, a menos que sea 'Manual básico'". Thomas Lee traduce jijiu como "llegar rápidamente". Los lexicógrafos chinos Heming Yong y Jing Peng dicen que jijiu急就 "éxito instantáneo" sugiere "aprendizaje rápido", como se ve en las primeras palabras del prefacio Jijiupian.
Aprenda rápidamente los recipientes para beber que rara vez se ven y muchas cosas diferentes: enumerar los nombres de objetos, personas y apellidos; clasificarlos en diferentes secciones para que no se confundan fácilmente. La consulta ocasional definitivamente será un gran placer, ya que es rápido de recuperar y, si se pone mucho esfuerzo en ello, seguramente habrá recompensas sorprendentes. Siga las instrucciones de cada capítulo.
Este pasaje es notablemente la primera discusión registrada sobre cómo clasificar los personajes en diferentes secciones textuales.
Si bien el título generalmente se translitera Jijiupian, Chi-chiu-p'ien, etc., algunas traducciones serían:
- Cartilla práctica [6]
- Acceso Rápido [a Personajes][7]
- Rápido dominio de los personajes[8]
- La cartilla instantánea [9]
- Guía básica para aprender rápidamente los caracteres chinos[10]
- Para uso urgente[11]
- Paquetes de prismas de madera para logros rápidos[12]

## Historia

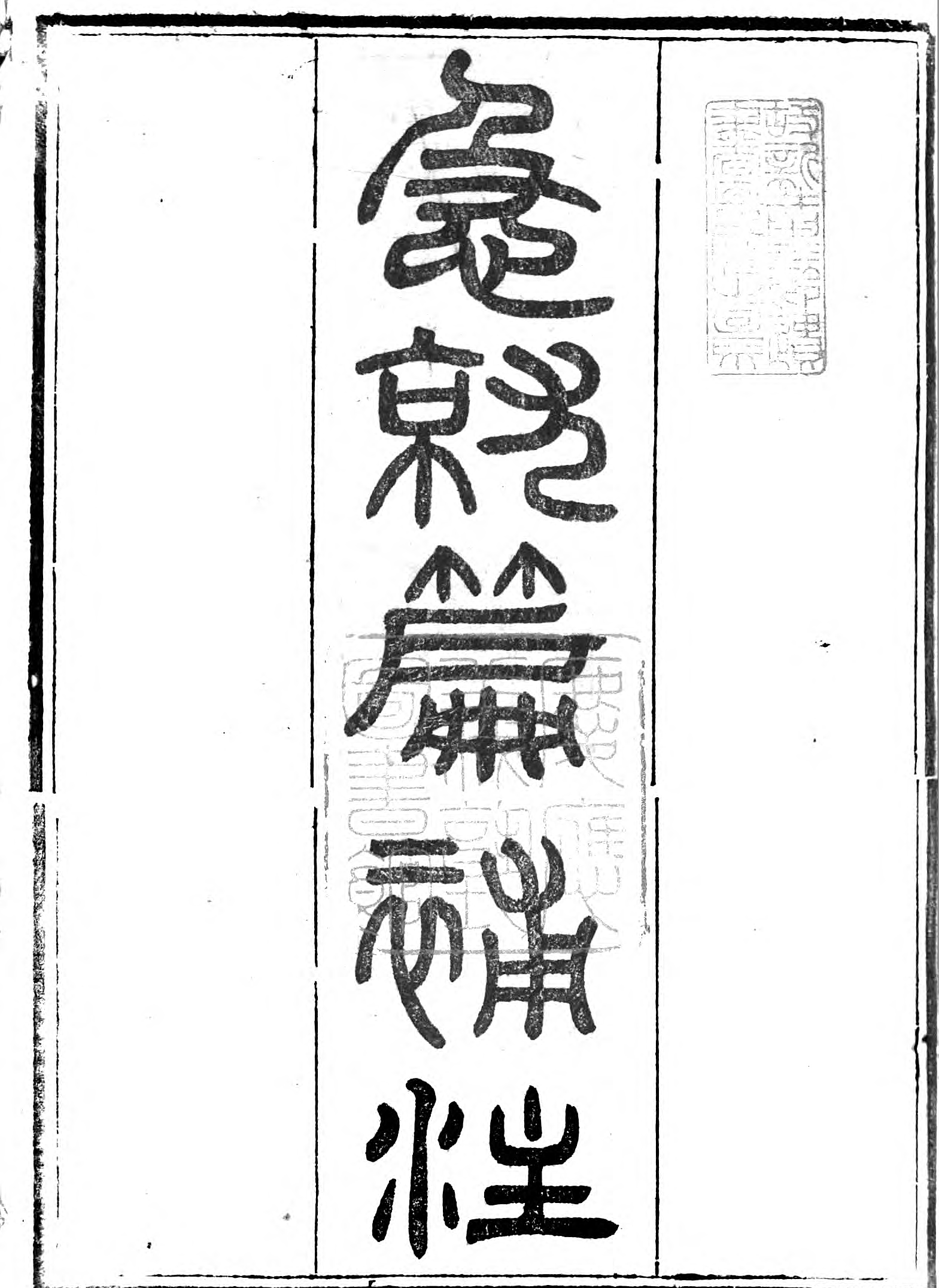
Edición de 1875 Jijiupianfuzhu 急就篇補注 con los comentarios de Yan Shigu y Wang Yilin, Biblioteca de la Universidad de Keio

La primera referencia a Jijiupian y Shi You 史游 se encuentra en la sección bibliográfica del "Tratado de literatura" de Yiwenzhi del "Libro de Han" de Hanshu (111 d. C.), que figura entre los primeros diccionarios: "En la época del emperador Yuan de Han (r. 48-33 a. C.), el erudito de la corte Shi You compuso el Jijiupian "(元帝时黄门令史游作急就篇). Esta sección también usa el título Jijiu ; Jijiu yipian急就一篇 "El Jijiu, en un capítulo".
En la dinastía Han occidental (206 a. C.-25 d. C.), se enfatizó la enseñanza de los caracteres, y los eruditos compilaron otros manuales de caracteres y libros de palabras además del Jijiupian, por ejemplo, Fanjiangpian凡將篇The General Primer de Sima Xiangru (c. 179 – 117 a. C.) y 32-7 a. C. Yuanshangpian元尚篇The Yuanshang Primer de Li Zhang 李長, ambas obras perdidas. Estos proto-diccionarios facilitaron el desarrollo del chino xiǎoxué小學 "aprendizaje menor; 'lingüística' premoderna; filología" (que ahora significa "escuela primaria"), y sentaron las bases académicas para la compilación de libros de palabras, vocabularios, y diccionarios. La dinastía Han experimentó la transición de la lexicografía china de listas de palabras y glosarios a diccionarios de caracteres y diccionarios de palabras. El Jijiupian generalizó la práctica de clasificar lógicamente los caracteres en diferentes secciones, lo que inspiró el "formato estilístico de nivel macro del diccionario chino".
Desde la dinastía Han hasta las Seis Dinastías (220-589), el libro de texto de personajes más popular fue el Jijiupian. Durante las dinastías del Norte y del Sur (420-589), aparecieron varios otros libros de texto populares, como el "Texto de los mil caracteres" de Qianziwen, el "Miríada de apellidos familiares" de Baijiaxing y el "Clásico de tres caracteres" de Sanzijing. Por el Tang, el Jijiupian había sido reemplazado por el Qianziwen y el Baijiaxing, los cuales fueron escritos deliberadamente para que los pocos caracteres que contienen aparezcan más de una vez. Se memorizaron generación tras generación durante más de 1.000 años. En la dinastía Yuan (1271-1368) y la dinastía Qing (1644-1912), la cartilla más popular fue la Sanzijing. La erudición china contemporánea admira el Jijiupian debido a su alto contenido fáctico en contraste con las tendencias mucho más moralistas de trabajos posteriores similares como el Sanzijing.
El Jijiupian fue uno de varios libros de palabras similares que circularon ampliamente durante los períodos Qin y Han, pero solo sobrevivió hasta el día de hoy, debido a varios factores. Una razón para su conservación fue una versión modelo escrita por el famoso calígrafo chino de la dinastía Jin, Wang Xizhi (303–361), que fue copiada generación tras generación de literatos deseosos de perfeccionar su caligrafía. El calígrafo de la dinastía Yuan Zhao Mengfu (1254-1322) también produjo un modelo ortográfico de Jijiupian. Otro factor fue las explicaciones textuales escritas por autores famosos en dinastías posteriores. El erudito Tang Yan Shigu escribió un comentario (620), y el erudito Song Wang Yinglin 王應麟 escribió el (1280) Xingshi Jijiupian姓氏急就篇.
Las excavaciones arqueológicas modernas han encontrado fragmentos del Jijiupian, e incluso algunas tablillas en las que las inscripciones eran evidentemente ejercicios de copia de caracteres.

## Texto
El Jijiupian original constaba de 32 secciones (zhang章), cada una con 63 caracteres chinos, con un total de 2016. Algunas ediciones posteriores del texto agregan dos secciones más, cada una con 64 caracteres, totalizando así 2.144. El texto fue diseñado para incluir tantos caracteres diferentes como sea posible, con poca repetición, para maximizar la exposición del estudiante y el aprendizaje de nuevas palabras. El texto se describe como una especie de abecedarium. 
La colación Jijiupian junta caracteres escritos con el mismo radical o significante, y luego los divide en capítulos. Dentro de cada capítulo, el estilo consistía principalmente en líneas de rima de 3, 4 o 7 sílabas, como en la poesía china. Las rimas hacía más fácil leer, memorizar y recitar.
Los primeros "libros de palabras" de China se escribieron para satisfacer las necesidades de la alfabetización. Jijiupian de Shi You estaba destinado a ser utilizado para aprender los significados de los caracteres básicos y cómo deben escribirse correctamente. Formó una base para las elaboraciones verbales de los maestros y podría haber servido como un útil manual de referencia para escribas y copistas. La edición Han original, Jijiupian, se escribió en escritura clerical, pero luego se usó para aprender a escribir en otros estilos caligráficos de caracteres, como la escritura regular y la escritura cursiva.
El Jijiupian tiene un valor lingüístico histórico como registro de palabras comunes que eran corrientes durante la dinastía Han. Conservó muchos términos técnicos y nombres de plantas, animales, herramientas y objetos, que son importantes para la historia de la ciencia, la medicina y la tecnología. Por ejemplo, el Jijiupian fue el primer texto que describió el martillo perforador y la rueda hidráulica.

Para ilustrar los tipos de listas que contiene el Jijiupian y su valor para aquellos que deseaban escribir correctamente, considere la lista de la Sección 24 de medicinas herbales chinas tradicionales, escrita en líneas rimadas de 7 caracteres.
灸刺和药逐去邪 Mediante la moxa, la acupuntura y la combinación de drogas podemos expulsar el maligno ( qi que causa la enfermedad). (De drogas y plantas medicinales hay:) Huángqín黄芩Scutellaria lateriflora, fúlíng伏苓Wolfiporia cocos, yù礜arsenolita y cháihú茈胡Bupleurum falcatum. Mǔméng牡蒙Rubia yunnanensis, gāncǎo甘草Glycyrrhiza glabra, wǎn菀Aster tataricus y lílú藜蘆Veratrum niqrum. Wūhuì烏喙 y fùzǐ附子 tanto Aconitum carmichaelii, jiāo椒, Zanthoxylum piperitum, y yánhuá芫花Daphne genkwa. Bànxià半夏Pinellia ternata, zàojiá皂莢Gleditsia sinensis, ài艾Artemisia argyi y tuówú橐吾Ligularia sibirica.
Las palabras que riman (reconstrucciones del chino antiguo de Baxter-Sagart 2014 ) son: * sə.ɢa邪, * ɡˁa胡, * rˁa蘆, * qʷʰˁra花 y * ŋˁa吾. Con la excepción del mineral arsenolita (óxido de arsénico), la mayoría de estos nombres se escriben con el " radical vegetal " 艸 o 艹, que se usa comúnmente en caracteres para plantas y árboles.

El texto "impresiona a los lectores con su contenido equilibrado e ingenio", y algunos ejemplos son:
Comprar a crédito, pedir prestado, vender y comprar, estas actividades brindan comodidad a los comerciantes y mercados…. Cortar, picar, asar y cocinar una pieza entera de carne, cada una tiene su propia forma…. Las habitaciones, las casas y las posadas son [para que la gente] descanse y también hay torres, palacios y salones…. Varios señores clasificados tienen sus feudos, tierras y vasallos domésticos; estos [privilegios] provienen de arduos estudios, pero no de [la ayuda de] fantasmas o espíritus.
El Jijiupian enseña a los estudiantes vocabulario básico para la vida diaria, con lecciones morales ocasionales.

## Otras lecturas
- Serruys, Paul LM. (1962), "Dialectología china basada en documentos escritos", Monumenta Serica 21: 320-344.